# STYLE 〜get glory in this hand〜
「STYLE 〜get glory in this hand〜」（スタイル ゲット・グローリー・イン・ディス・ハンド）は、HIGH and MIGHTY COLORの5枚目のシングルである。

## 解説
- ファーストアルバム『G∞VER』から2ヶ月後に発売したシングル。
- 初回盤にはアーティスト写真に絵柄が追加された状態でプリントされたステッカーが封入されている。
- 今作の発売情報が出る前から次作の「一輪の花」の楽曲情報が出ていたが、発売が「2006年を予定」となっていたため、今回のシングルが先に発売する形となった。

## 収録曲
| 全作詞・作曲・編曲: HIGH and MIGHTY COLOR。 |                                      |                       |                       |      |
| #                                           | タイトル                             | 作詞                  | 作曲・編曲            | 時間 |
| 1.                                          | 「STYLE 〜get glory in this hand〜」 | HIGH and MIGHTY COLOR | HIGH and MIGHTY COLOR | 4:12 |
| 2.                                          | 「energy」                           | HIGH and MIGHTY COLOR | HIGH and MIGHTY COLOR | 5:18 |
| 合計時間:                                   | 合計時間:                            | 9:30                  |                       |      |

### 楽曲解説
1. STYLE 〜get glory in this hand〜
スパイク・PS2専用ゲームソフト『忍道 戒』のイメージソング。CMではメンバーも特別出演している。
2005年初頭には制作されており、以前からライブで盛り上がる曲として存在していた。
作曲はカズトであり、作詞はユウスケが担当した。
2. energy
『The songs for DEATH NOTE the movie 〜the Last name TRIBUTE〜』にも収録されている。
作詞はマーキーが担当。1stアルバム『G∞VER』の制作後に作られた楽曲。

## 収録アルバム
- 傲音プログレッシヴ (#1)
- 10 COLOR SINGLES (#1)
- BEEEEEEST (#2)